# Limnebius simplex
Limnebius simplex är en skalbaggsart som beskrevs av Baudi 1882. Limnebius simplex ingår i släktet Limnebius och familjen vattenbrynsbaggar. Inga underarter finns listade i Catalogue of Life.